# Dino Mikanović
Dino Mikanović (født 7. maj 1994) er en kroatisk fodboldspiller, der spiller i den kazakhiske klub Kairat Almaty. Han spiller primært højre back. Fra sommeren 2015 til februar 2019 spillede han for AGF, hvor han fik mere end 100 kampe i alt.
Han har tidligere spillet i kroatiske HNK Hajduk Split. Mikanović har spillet nogle kampe på de kroatiske ungdomslandshold.